# Ålesund község
Ålesund község (norvégul: Ålesund kommune) Norvégia 431 községének (kommune, helyi önkormányzattal rendelkező közigazgatási egység) egyike. Møre og Romsdal megyében található, székhelye Ålesund.

## Történelem
Ålesund községet 1838. január 1-jén hozták létre (lásd: formannskapsdistrikt). 1968. január 1-jén egyesítették Borgund községgel. 1977. január 1-jén Sula község kivált Ålesundból és önálló község lett.

## Települések
A község települései:
| Település | Népesség | Megjegyzés         |
| --------- | -------- | ------------------ |
| Hoffland  | 472      |                    |
| Myklebost | 264      |                    |
| Ålesund   | 39 367   | a község székhelye |
| Årset     | 468      |                    |